# 尼古拉街 (莫斯科)

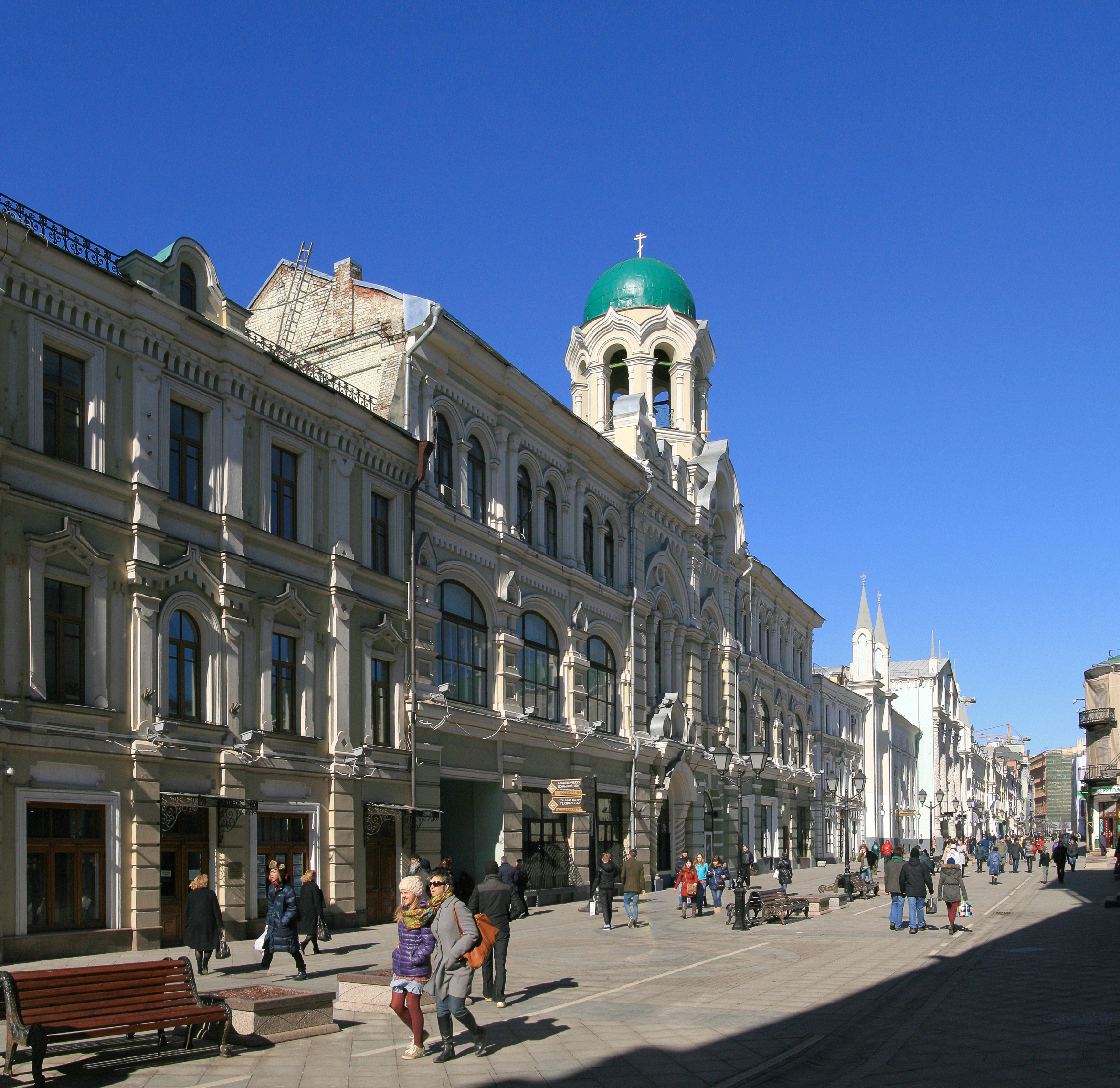
11-13號房屋

55°45′26″N 37°37′22″E / 55.757261°N 37.622683°E
尼古拉街 (俄语：Нико́льская улица) 是俄羅斯首都莫斯科中央行政區特維爾區基泰格羅德一條步行街，連接紅場和盧比揚卡廣場。該街在1935至1990年間名為10月25日街（улица 25 Октября）。
街道的北側保留了不少歷史建築，包括喀山大教堂、舊鑄幣廠、聖救主修道院、聖尼古拉希臘修道院（街道因這裡得名），以及俄羅斯第一家出版社、前神聖主教會議印刷廠。南側有國家百貨商場以及由薩爾蒂科夫家族建於1691年、屬莫斯科巴洛克風格的聖母安眠教堂。
在斯大林對莫斯科市中心進行改造前，街道在基泰羅德城牆上、聳立於盧卡揚卡廣場上的弗拉基米爾門下穿過。兩旁分別是另一座建於1694年的莫斯科巴洛克教堂以及較新近的、建有巨大穹頂的聖龐大良堂。城門和教堂都在1934年被拆除。
街道與相鄰的特列季亞科夫通道同為莫斯科市中心傳統的豪華購物區，於2013年改建成步行街。